# Arritmia (película)
Arritmia es una película española dirigida por Vicente Peñarrocha.

## Argumento
Manuela (Natalia Verbeke) es una bailarina cubana que un día conoce a un prisionero en la Base de Guantánamo llamado Ali (Rupert Evans). Este acaba de escapar de ese infierno...

## Comentarios
Es la segunda película del director español.
- Datos: Q5705433